# Amtsgericht Oberndorf am Neckar
Das Amtsgericht Oberndorf am Neckar ist ein Gericht der ordentlichen Gerichtsbarkeit und eines von sechs Amtsgerichten (AG) im Bezirk des Landgerichts Rottweil.

## Gerichtssitz und -bezirk
Sitz des Gerichts ist die Stadt Oberndorf am Neckar im Landkreis Rottweil. Der 480 km² große Gerichtsbezirk erstreckt sich auf das Gebiet der Gemeinden Aichhalden, Dornhan, Epfendorf, Fluorn-Winzeln, Hardt, Lauterbach, Oberndorf am Neckar, Schenkenzell, Schiltach, Schramberg, Sulz am Neckar und Vöhringen. In ihm leben rund 79.000 Menschen.
Die Zwangsversteigerungs- und Zwangsverwaltungsverfahren aus dem Bezirk des AG Oberndorf am Neckar sind dem Amtsgericht Rottweil übertragen. Mahnverfahren bearbeitet das Amtsgericht Stuttgart als Zentrales Mahngericht. 

## Gebäude
Das Gericht ist im Gebäude Mauserstraße 28 untergebracht. 

## Übergeordnete Gerichte
Dem Amtsgericht Oberndorf am Neckar ist das Landgericht Rottweil unmittelbar übergeordnet. Zuständiges Oberlandesgericht ist das Oberlandesgericht Stuttgart.